# 1847 en France
Chronologie de la France
- 1843
- 1844
- 1845
- 1846
- 1847
- 1848
- 1849
- 1850
- 1851

Cette page concerne l'année 1847 du calendrier grégorien.

## Événements

### Janvier
- 11 janvier : ouverture de la session parlementaire[1].
- 12 janvier : le ministre des Finances Lacave-Laplagne présente à la Chambre trois projets de lois budgétaires ; aucun des crédits supplémentaires et extraordinaires demandés n'aboutit avant le renvoi du ministre le 9 mai[2].
- 13 janvier - 14 janvier : émeutes paysannes à Buzançais. Un propriétaire tue un émeutier lors de l'attaque d'un convoi de blé et est mis à mort par la foule[3]. Les 16 et 17 janvier, les forces de l’ordre reprennent le contrôle de la situation[4].
- 18 janvier : au cours d'un bal, incendie, rue d'Astorg, chez la duchesse de Galliera[5].
- 28 janvier  : loi relative à l'exportation et au transport des céréales (interdiction d'exporter les grains)[6].
- Louis Désiré Blanquart-Evrard publie la description du procédé d'impression photographique à l'albumine[7].

### Février
- 2 février : décision de construction, boulevard Mazas (Diderot), de la gare de la ligne Paris-Lyon[8]. Les travaux durent jusqu'en 1853.
- 15 février : à la Chambre des pairs, Victor Hugo dépose et soutient la pétition Pasquier en faveur de la création de maisons de refuge et de retraite pour les ouvriers[9].

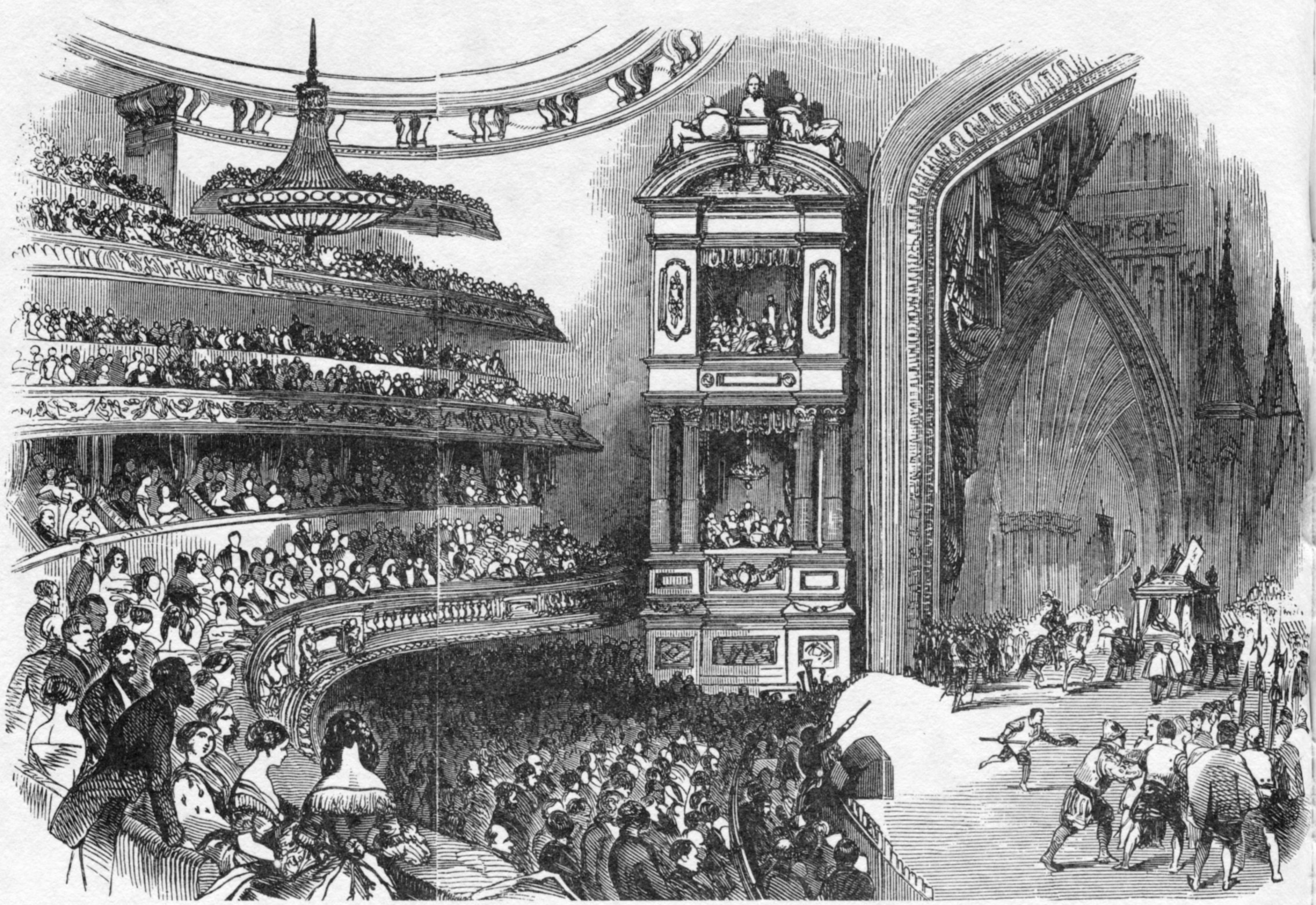
Le Théâtre historique en 1847.

- 20 février : inauguration du Théâtre historique d'Alexandre Dumas père avec son drame La Reine Margot. Un marchand ambulant vend pour la première fois aux gens faisant la queue un produit appelé à un grand succès, le bouillon[10].
- 25 février-4 mars : procès de vingt-six émeutiers de Buzançais ; trois d'entre eux sont condamnés à mort par la cour d'assises de l'Indre et exécutés le 16 avril, une vingtaine d'autres sont condamnés aux travaux forcés ou à la détention[4].
- 27 février : présentation à l'Assemblée du projet de loi sur la colonisation militaire de Bugeaud[11].

### Mars
- 15 mars : inauguration de la section de ligne d'Amiens à Abbeville par la compagnie du chemin de fer d'Amiens à Boulogne[12].

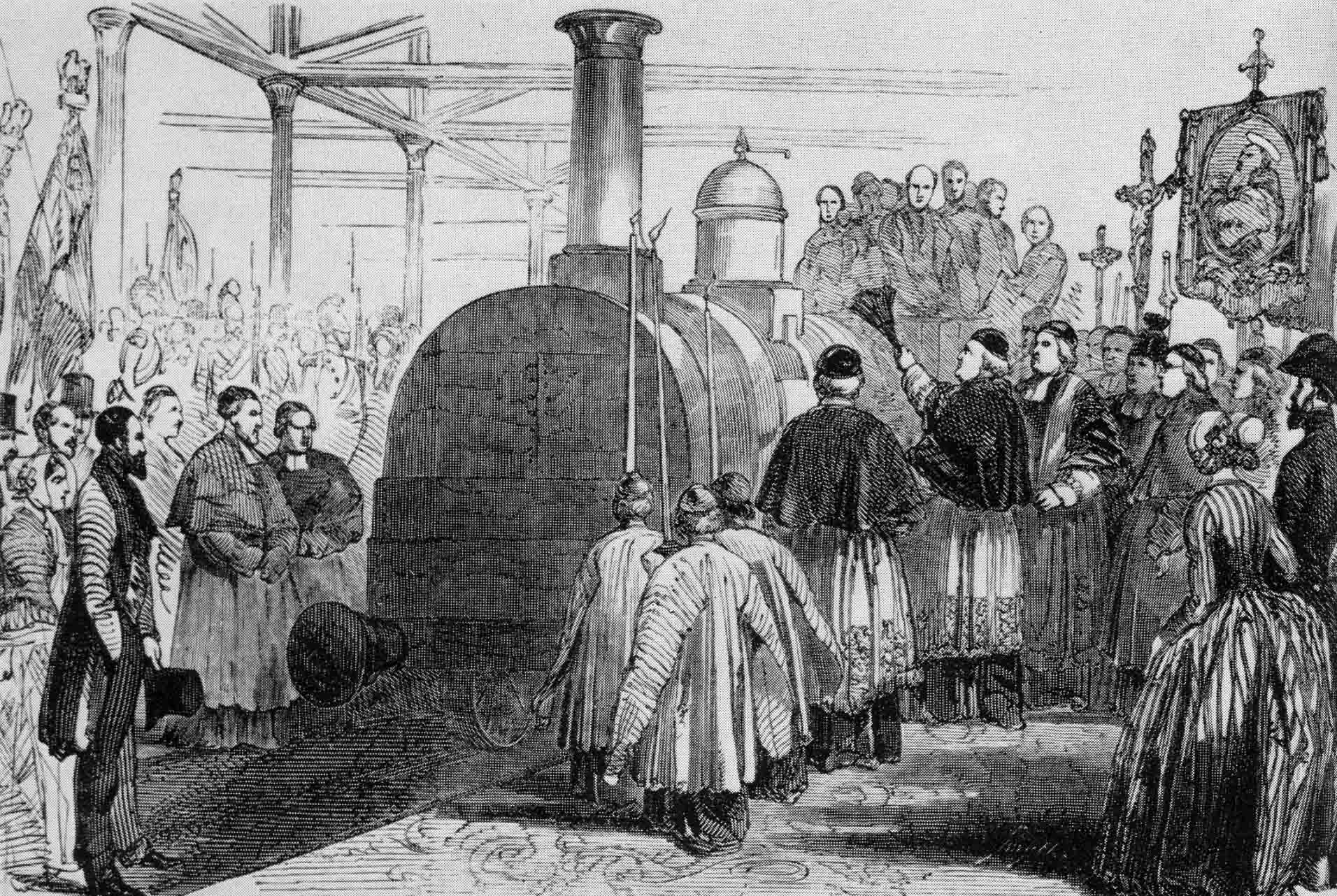
Inauguration de la ligne entre Rouen et Le Havre en 1847.

- 20 mars : arrivée du chemin de fer au Havre sur la ligne Paris-Le Havre[13].

### Avril
- 1er avril : 
  - constitution du Cercle de la librairie et de l'imprimerie pour défendre et promouvoir les intérêts de ces professions[14]. La première assemblée générale a lieu le 5 mai[15].
  - absorption de la Compagnie du chemin de fer de Creil à Saint-Quentin par la Compagnie du chemin de fer du Nord[16].
- 5 avril : Victor Hugo visite la prison de la Roquette et s'entretient avec Marquis, élève de Viollet-le-Duc et condamné à mort, qui sera exécuté le 24 août[17].
- 15 avril : destruction de la flotte vietnamienne par l’escadre française du commandant Lapierre à la bataille de Tourane[18]. La France lance une expédition sur la Cochinchine (Sud du Viêt Nam).
- 16 avril :
  - affaire Cécile Combettes ; découverte dans le cimetière Saint-Aubin de Toulouse du corps d'une jeune fille âgée de quatorze ans. Un frère de la doctrine chrétienne, Léotade, est accusé de l'avoir violé et tué[19].
  - lettre de Victor Hugo à Moline de Saint-Yon, ministre de la Guerre ; il s'insurge contre les tortures utilisées dans les compagnies de discipline d'Afrique, notamment en faveur de Dubois de Gennes[20].

### Mai
- Crise frumentaire : l'hectolitre de blé se négocie à 38 francs, soit le double du prix de mai 1845[6].
- 1er mai : le journal Le Droit publie des extraits de la correspondance saisie chez le général Despans-Cubières qui compromet gravement la probité de l'ancien ministre des travaux publics Jean-Baptiste Teste, malgré ses dénégations le 4 mai devant la chambre des pairs[21] ; début du scandale Teste-Cubières. Le 26 juin, la cour des pairs prononce la mise en accusation des inculpés Despans-Cubières, Parmentier, Pellapra et Teste[21]. Le procès s'ouvre le 5 juillet.
- 8 mai : remaniement ministériel, à la suite des attaques lancées par des députés conservateurs contre le ministre des Finances Lacave-Laplagne ; Moline de Saint-Yon et Mackau démissionnent, Lacave-Laplagne est congédié. Ils sont remplacés le lendemain[22].
- 12 mai : dans La Presse, Girardin dénonce avec violence la corruption ministérielle de son journal en échange d'un siège de pair de France[23]. Le 3 juin, la Chambre des pairs décide de le faire comparaître[24].
- 24 mai : publication au Moniteur universel du rapport parlementaire de Tocqueville sur le projet de loi relatif aux crédits extraordinaires demandés pour l'Algérie. Ce premier rapport sera suivi d'un second rapport sur le projet de loi portant demande d'un crédit de trois millions pour les camps agricoles de l'Algérie (Moniteur universel, séance du 2 juin)[25]. Ces deux travaux témoignent de l'intérêt de Tocqueville pour la colonisation de l'Algérie.
- 27 mai : rejet par l’assemblée du tarif unique pour les envois postaux en France, sur proposition du député Alexandre Glais-Bizoin[26].
- 30 mai : Bugeaud démissionne de son poste de gouverneur général de l’Algérie. Il est de retour en France le 5 juin et Bedeau assure l’intérim à partir du 20 juillet[27].

### Juin
- 2 juin : Alexis de Tocqueville rapporte le projet de colonisation militaire de Bugeaud, il conclut négativement ; le projet est retiré par ordonnance royale le 11 juin[11],[28].
- 14 juin : discussion à la Chambre des pairs sur la pétition de Jérôme Bonaparte demandant le droit pour sa famille de rentrer en France ; Victor Hugo prononce son discours « sur la famille Bonaparte » favorable à l'abrogation de la loi d'exil pour les Bonaparte. Le soir même de ce discours, le roi Louis-Philippe se décide à autoriser la famille Bonaparte à rentrer en France[29].
- 22 juin : comparution de Girardin devant la Chambre des pairs. Acquitté par 134 voix sur 199. Victor Hugo parle en sa faveur[23].
- 26 juin : émeute dite la « Fête des Boulangers »  provoquée par l'augmentation du prix du pain à Mulhouse ; les boulangeries sont pillées ; plusieurs soldats et agents de police sont blessés à coups de pierre où de bâton. La troupe ouvre le feu, faisant quatre mort et onze blessés. L'agitation dure jusqu'au 9 août, jour du procès des émeutiers. Des troubles ont lieu à Thann du 29 juin au 1er juillet, à Guebwiller le 28 juin, à Sainte-Marie-aux-Mines le 29 juin et à Cernay le 1er juillet sans tourner à l’émeute[30].
- 28 juin : arrêté préfectoral ordonnant le renouvellement complet du numérotage de toutes les propriétés sises sur les voies publiques à Paris[31]. L'opération débute le 1er juillet et s'achève en janvier 1851. Des plaques en porcelaine émaillée, avec des chiffres blancs sur fond bleu, sont scellées sur les façades. Cette réglementation subsiste jusqu'en 1939.

### Juillet
- 8[21]-17 juillet : procès devant la Chambre des pairs de deux anciens ministres, Teste et le général Despans-Cubières, accusés de corruption ; Teste, confondu par des preuves accablantes, tente de se suicider le 12. Il est condamné à la dégradation civique, au remboursement des sommes perçues (94 000 francs), à une amende du même montant et à trois ans de détention. Cubières est condamné à la dégradation civique et à 10 000 francs d'amende[23].

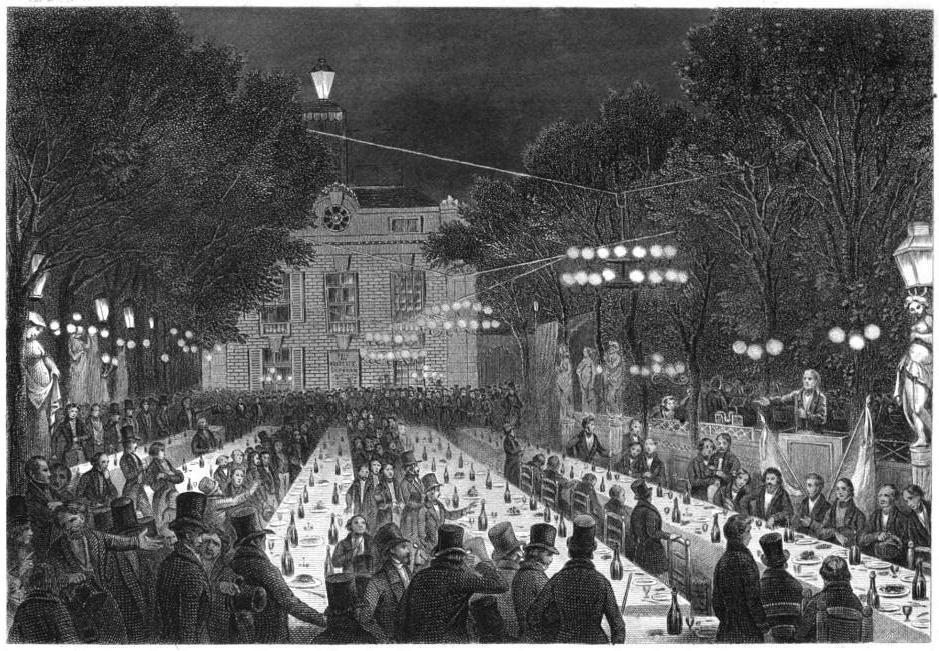
Banquet du Château-Rouge, le 9 juillet 1847.

- 9 juillet : début de la campagne des banquets avec un premier banquet à Paris, réunissant mille deux cents convives dans le jardin du Château-Rouge à Montmartre (Duvergier de Hauranne, Molé, Barrot)[32]. Guizot ayant interdit les réunions publiques, les chefs politiques offrent des banquets au cours desquels on porte des toasts en faveur de la réforme, toasts suffisamment longs pour ressembler à des discours. Tocqueville et ses amis s'abstiennent d'y participer. Un banquet gigantesque est prévu à Paris pour le 14 février 1848[33].
- 11 juillet : nouvelle loi sur le régime des irrigations[34].
- 18 juillet : à Mâcon, banquet présidé par Lamartine, officiellement banquet littéraire offert à l’auteur de l’Histoire des Girondins[32].
- 26 juillet : à la Chambre des pairs, Montalembert met en accusation le vandalisme des restaurations[35].

### Août
- 4 août : lecture à la Chambre des pairs d'une lettre accusatrice de Warnery, délégué de la ville de Bône, dénonçant des scandales en Algérie. Les fonctionnaires incriminés obtiennent un  non lieu le 20 octobre et attaquent Warnery pour dénociation calomnieuse[36].
- 5 août : convention entre la France (Charles Lavaud) et la reine Pōmare IV, de retour de son exil des îles Sous-le-Vent, qui place définitivement Tahiti sous le protectorat de la France[37].
- 9 août :
  - une nouvelle loi ajoute aux mesures favorables de la loi du 18 juillet 1845 sur l’esclavage, et institue des cours criminelles chargées de connaître des crimes commis envers et par des esclaves[38].
  - loi sur l'achèvement du chemin de fer de Paris à Valenciennes ; loi sur des modifications aux conditions de concession du chemin de fer de Paris à Lyon ; loi sur le classement du chemin de fer de Montereau à Troyes[39].
  - clôture de la session parlementaire[1].
- 11 août : loi autorisant un emprunt en rentes 3 % (9 966 777 francs de rentes), avec affectation aux travaux publics extraordinaires, produisant un capital de 250 000 000 de francs, qui doit réduire d'autant le chiffre de la dette flottante[40]. Le 10 novembre, la maison Rothschild soumissionne au gouvernement français un emprunt de 250 millions, moyennant délivrance d'inscriptions de 10 millions environ de rente à 3%[41].
- Nuit du 17 au 18 août : le duc de Choiseul-Praslin assassine sa femme, Fanny, fille du maréchal Sébastiani. Praslin s'empoisonne à l' d’arsenic et meurt le 24 août à la prison du Luxembourg[42].
- 31 août-7 septembre : émeutes populaires rue Saint-Honoré[43].

### Septembre
- 11 septembre : le duc d’Aumale est nommé gouverneur général de l’Algérie française ; il prend possession de son poste le 5 octobre[27] (fin en 1848).
- 15 septembre : démission de Soult de la présidence du Conseil. Lettre de démission. Fatigue de l'âge[44].
- 19 septembre : 
  - Guizot est officiellement nommé président du Conseil (fin le 23 février 1848)[44].
  - pose de la première pierre de la nouvelle mairie des Batignolles, rue des Batignolles, qui se substitue à celle de la rue Truffaut[45]. Elle est inaugurée le 21 octobre 1849.
- 26 septembre : Louis-Philippe confère à Soult la dignité de maréchal-général de France, qui donne le commandement de tous les maréchaux de France[44]. C'était ce qui avait été fait en 1660 pour le maréchal de Turenne, en 1732 pour le maréchal de Villars, et en 1747 pour le maréchal de Saxe. La récompense alla au cœur du vieux soldat.
- Disparition de la Revue Nouvelle[46].

### Octobre

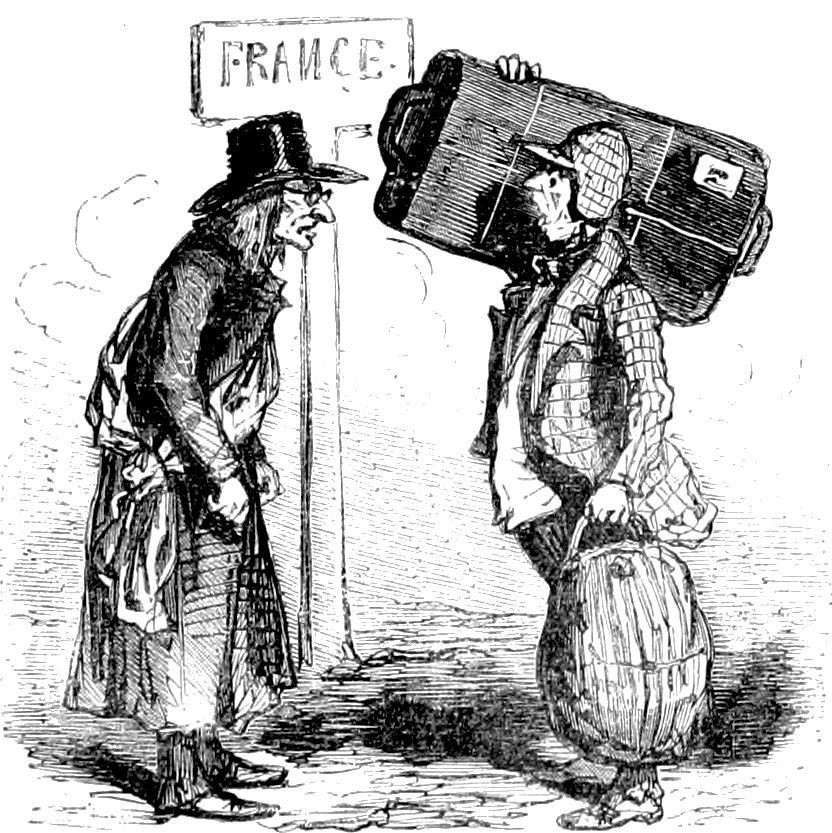
LE VOYAGEUR. — Comment ! la France ça n’est plus ici ? M. CABET. — Non, monsieur, la France, est maintenant en Amérique ; j’ai envoyé tout le monde en Icarie, il ne reste plus personne ici… Dessin de Cham publié dans Le Charivari, vers 1848.

- 10 octobre : environ 150 personnes réunies dans les locaux du journal Le Populaire votent l’« Acte de Constitution d’Icarie », élisent comme président Étienne Cabet et établissent un « Bureau de l’immigration icarienne »[47].
- 15 octobre : décision du Conseil municipal de Paris de supprimer les distributions de pain commencées après l'émeute du 30 septembre 1846[48]. En onze mois, quatre cent cinquante mille personnes ont reçu 30 millions de bons d'une valeur de 9 millions de francs.
- 18 octobre : la Compagnie du chemin de fer de Marseille à Avignon ouvre au public la section de ligne de Rognonas à Saint-Chamas[49].
- 21 octobre : inauguration de la section de ligne de Creil à Compiègne (ligne de Creil à Saint-Quentin) par la Compagnie du chemin de fer du Nord[49].
- 31 octobre : mise en service du premier tunnel routier du Lioran, commencé en août 1839[50].
- De la classe moyenne et du peuple et Fragments pour une politique sociale, ébauches du programme du parti de la « Jeune gauche » rédigés par Alexis de Tocqueville[51],[52].

### Novembre
- 2 novembre : suicide du comte Bresson, pair de France, ambassadeur à Naples[53].
- 7 novembre : au cours du banquet républicain organisé à Lille, Ledru-Rollin réclame le suffrage universel[54],[55]. De juillet à décembre, ce sont environ 70 banquets qui sont ainsi organisés.
- 21 novembre :
  - inauguration de la section de ligne d'Abbeville à Neufchâtel par la Compagnie du chemin de fer d'Amiens à Boulogne[12].
  - banquet réformiste de Dijon ; Ledru-Rollin porte un toast à la souveraineté du peuple et évoque les symboles de la liberté, de l'égalité et de la fraternité. Il reçoit le ralliement de Lamartine[54].

### Décembre
- 18 décembre : banquet réformiste de Chalon-sur-Saône. Durcissement[54].

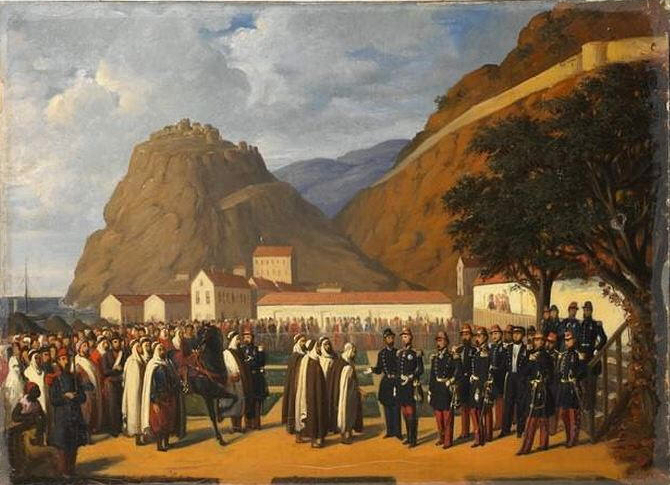
Augustin Régis : reddition d'Abd-el-Kader.

- 23 décembre : après sa défaite devant les troupes du Maroc, l'émir Abd el-Kader se rend au général Lamoricière à condition d’être transporté en Orient. L’émir est d’abord conduit au fort Lamalgue à Toulon, mais la Révolution de février 1848 ajourne son départ. Il est interné à Pau, puis à Amboise (1847-1852)[56].
- 25 décembre : le dernier banquet réformiste en province se tient à Rouen[57].
- 28 décembre : ouverture de la session parlementaire de 1848 ; Louis-Philippe repousse toute idée de réforme électorale[58].
- 31 décembre : mort de Madame Adélaïde, sœur de Louis-Philippe[59].